# 卡拉恰伊人
卡拉恰伊人（卡拉恰伊語：Къарачайлыла）是突厥語民族的一支，主要居住在俄羅斯卡拉恰伊-切尔克斯共和国，少数分布在哈萨克斯坦、土耳其等地。他们是钦察人与高加索人混血。

## 語言
卡拉恰伊-巴尔卡尔语，属突厥语族。分成两大方言。原无文字，1936年创制以西里爾字母为基础的拼音文字。

## 宗教
卡拉恰伊人逊尼派穆斯林。

## 經濟
卡拉恰伊人过去主要以畜牧業為生，兼為農業、手工业，后逐漸转为定居。

## 外部連結
- （英文）（土耳其文） Ulu Cami: A Karachay Mosque serving Muslim Community in Northern Jersey
- American Karachay Benevolent Association